# Драке, Людвиг Людвигович
Людвиг Людвигович Драке (31 января 1842 — 11 июля 1916) — русский военачальник, генерал от инфантерии, педагог и военный писатель.

## Происхождение
Родился в 1842 году в русской дворянской семье британского происхождения. Его отцом был генерал от артиллерии Людвиг Иванович Драке (1802—1883), а дедом — британский консул в прусском Мемеле (ныне — Клайпеда, Литва) Джеймс Лоуренс Дрейк. Фамилия Драке представляет собой неправильную транслитерацию на русский фамилии Дрейк (англ. Drake). Мать Антонина Фёдоровна Драке, урождённая Гаазе (1820—1900), средняя дочь дирижёра и композитора Ф. Б. Гаазе.

## Биография
Людвиг Драке окончил последовательно Первый кадетский корпус, Константиновское военное училище и Николаевскую академию генерального штаба (1871), после чего преимущественно служил штабным офицером. В 1889 году в чине полковника стал командиром 117-го пехотного Ярославского полка, и оставался в этой должности вплоть до 1892 года, когда был произведён в генерал-майоры.
После этого генерал-майор Драке служил сперва помощником начальника штаба Виленского военного округа, затем дежурным генералом того же штаба. Затем стал начальником штаба 15-го армейского корпуса и состоял для поручений при Главном штабе. 
В 1897 году Людвиг Людвигович Драке стал начальником Павловского военного училища и пробыл на этой должности два года. В 1899 году был произведён в генерал-лейтенанты, и затем пять лет (в 1899—1904 годах) являлся начальником 33-й пехотной дивизии. В 1904—1906 годах служил командиром 21-го армейского корпуса.
В 1906 году вышел в отставку с производством в генералы от инфантерии. В 1909 году был назначен представителем от военного ведомства в Санкт-Петербургский комитет по делам печати. Преподавал топографию, тактику и военную историю в ряде военных училищ и Николаевской академии генерального штаба. Неясно, состоял ли при этом вновь на действительной службе. 
Публиковал свои воспоминания в журналах «Русская Старина» (1907—08 и 1910) и «Военно-исторический сборник» (1912). Отдельным изданием вышла книга воспоминаний генерала Драке «Кадетский быт 50-х годов» (Спб., 1911), посвящённая временам его учёбы в 1-м Кадетском корпусе. 
Кроме того публиковал многочисленные статьи (в основном, на тему русской военной истории) в таких журналах, как «Военный сборник», «Русский инвалид», «Военно-исторический сборник», «Журнал императорского военно-исторического общества», а также в уже упоминавшихся журналах «Русская Старина» и «Военно-исторический сборник». 
По состоянию на 1912 год, согласно Военной энциклопедии Сытина, был жив и продолжал активную творческую работу. По некоторым данным, скончался в 1916 году.

## Семья
Людвиг Людвигович Драке был женат на Марии Владимировне Скорняковой. Поскольку жена генерала была православной, их дети, согласно законам Российской империи, были крещены в православие, хотя сам Людвиг Людвигович сохранял приверженность лютеранству (или англиканству). 
Из четверых детей генерала Драке, старший, Владимир (1874—1933) имел чин генерал-майора, служил в артиллерии, скончался в эмиграции в Таллинне. Александр на 1915 год служил в кавалерии, имел чин ротмистра, продвигался по службе медленно, дальнейшая его судьба неизвестна. Виктор (1879—1938) окончил Пажеский корпус, как и старший брат Владимир, служил в артиллерии, имел чин полковника, остался в Советской России и был расстрелян в 1938 году.

## Награды
- Орден Святого Станислава 3 степени (1866).
- Орден Святой Анны 3 степени (1873).
- Орден Святого Станислава 2 степени (1876).
- Орден Святой Анны 2 степени (1883).
- Орден Святого Владимира 4 степени (1886).
- Орден Святого Владимира 3 степени (1889).